# 阿特瑞利亚
阿特瑞利亚（Artrellia）一种传闻出没于巴布亚新几内亚的一种神秘动物。阿特瑞利亚通常被描述是一种会爬树、肉食性、约30英尺长类似鳄鱼或巨蜥的动物。当地的Kirrirri部落称阿特瑞利亚为“Row”，并指出其出没于Sterren山脉中的Merauke河一带。

## 历史
1933年，美国动物学家理查德·阿奇堡带领科学考察队“Archbold Expeditions”前往新几内亚进行考察，当地人警告他们森林中存在着巨大的食人“龙”。
第二次世界大战期间，来自美国、英国与澳大利亚的士兵组成联军与日本军队争夺新几内亚岛控制权。在此期间，一些盟军士兵报告他们看见一种巨大的蜥蜴。
1960年，当地居民将一具动物遗骸送往Kairuku-HIRI区农业行政处，他们不清楚这些遗骸属于何种动物，只是将其称之为“龙”。
1961年，探险家大卫·乔治（David George）与罗伯特·格兰特（Robert Grant）在斯特朗岛（Strachan Island）目击一只长约26英尺、皮肤灰白的巨蜥。
1978年-1980年的德雷克行动中，研究者们成功猎杀一只阿特瑞利亚，但却失望的发现这只是萨氏巨蜥，而目击者报告的数据很可能是惊慌下的误判。之后英国动物学家伊恩·雷德蒙德（Ian Redmond）目击一只神秘巨蜥，但再度展开的搜索却无果而终。